# Jan Musil (hornista)
Jan Musil aka Zjev, Zjef či Zjevík (24. března 1974 Havlíčkův Brod – 30. dubna 2020 Praha) byl český hornista, sólista orchestru Opery Národního divadla a PKF.
Narodil se v Havlíčkově Brodě, kde se později u Josefa Brožka na LŠU učil hře na lesní roh, dětství a mládí ale strávil v Přibyslavi. Již v průběhu studií pražské konzervatoře u Aloise Čočka  vyhrál konkurz do orchestru Opery Národního divadla, mezitím ale absolvoval základní vojenskou službu jako první hornista Ústřední vojenské hudby. Sólohornistou Opery se stal v roce 1998, stejný post u PKF, kam ho přivedl Jiří Bělohlávek, obsadil v roce 2010. Se svým kolegou a přítelem Radkem Baborákem vystupoval v souborech Baborak Ensemble a Česká sinfonietta, byl také členem Dechového kvintetu Prague Philharmonia.
Zemřel nečekaně 30. dubna 2020 v ranních hodinách, poslední rozloučení proběhlo v kostele svatého Jana Křtitele v Přibyslavi, kde je i pohřben.